# 汪士慎

汪士慎绘《梅花图》（北京故宫博物院藏）

汪士慎（1686年—1759年），字僅誠，又字近人、近仁，號巢林，又號溪東外史、士峰、甘泉山人、甘泉寄樵、甘泉山寄樵、甘泉寄农、成果里人、晚春老人、汪六、茶仙、勤斋、志印、艺人、七峰居士、天都寄客、左盲生、心观道人、丙寅人等，安徽歙縣人。清代画家，“扬州八怪”之一。

## 生平
生於歙縣富溪村，好飲茶，有“茶仙”之稱。善诗，精篆刻和隶书；性愛梅，常至梅花嶺賞梅，擅畫花卉，笔墨清劲。居揚州以賣畫為生，安貧樂道。晚年雙目失明。有《巢林画集》。
1. ↑  . 中国文物网.   [2025-08-09].